# Dingombi (Ngwei)
Pour les articles homonymes, voir Dingombi.
Dingombi est un village de la Région du Littoral du Cameroun, situé dans la commune de Ngwei. 

## Population et développement
En 1967, la population de Dingombi était de 209 habitants, essentiellement des Yabi du peuple Bassa. La population de Dingombi était de 425 habitants dont 220 hommes et 205 femmes, lors du recensement de 2005.  